# Phylinae
Sous-famille
Les Phylinae forment une sous-famille d'insectes hétéroptères de la famille des Miridae.

## Liste des tribus et genres
Selon ITIS :
- tribu Hallodapini Van Duzee, 1916
- tribu Leucophoropterini Schuh, 1974
- tribu Phylini Douglas & Scott, 1865
- tribu Pilophorini Douglas & Scott, 1876
- genre Adenostomocoris Schuh & Schwartz, 2004
- genre Arctostaphylocoris Schuh & Schwartz, 2004
- genre Aurantiocoris Schuh & Schwartz, 2004
- genre Calidroides Schwartz, 2005
- genre Chlamyopsallus Schwartz, 2005
- genre Guentherocoris Schuh & Schwartz, 2004
- genre Neopsallus Schuh & Schwartz, 2004
- genre Pruneocoris Schuh & Schwartz, 2004
- genre Vanduzeephylus Schuh & Schwartz, 2004